# Hugo Václav Sáňka
Hugo Václav Sáňka (26. března 1859, Černá Hora – 6. února 1929, Blansko) byl český speleolog, archeolog a blanenský kronikář.
Počátky dnes již polozapomenuté životní dráhy významného vlastivědného badatele, učitele a archeologa Huga V. Sáňky je spjata s prozatím nedostatečně prozkoumaným centrem české archeologické „inteligence“ na Moravě – c. k. českým ústavem ku vzdělání učitelů v Brně, působícím od roku 1871. Na tomto místě působila jak celá řada významných českých pedagogů (na Huga V. Sáňku značný vliv zejména jeden z aktivních zakladatelů brněnského muzejního spolku a badatel na hradišti Brně – Obřanech Josef Hladík, 1845–1910), tak také mladých studentů, kteří vytvořili novou učitelskou generaci, která v druhé polovině 19. století odcházela do malých škol po celé Moravě, kde vystřídala neprofesionální učitele z řad vojenských vysloužilců, varhaníků… Tito učitelé do vesnických škol nepřinášeli jen novou vlnu české inteligence se značným zájmem o regionální vlastivědu a kulturní rozvoj, ale představovali i výraznou generaci v rámci rodící se archeologické vědy v druhé polovině 19. století na Moravě. Vedle Huga V. Sáňky učitelský ústav vychoval generační druhy jako byl Jan Knies (1860–1937), Václav Čapek (1862–1926), Jan Fila (1862–1936), E. Vodička, František Vidomec (1878–1975) aj., kteří se všichni intenzivně věnovali moravské archeologii.

## Život
Hugo V. Sáňka se narodil do rodiny s dlouhou písmáckou a kronikářskou tradicí). Jeho otec Antonín, čtvrtláník a stolařský mistr stejně jako jeho matka Františka, rozená Okáčová, pocházeli z nedaleké Doubravice, odkud se odstěhovali v roce 1856. V Černé Hoře pak Hugo v letech 1866–1872 vychodil se svými šesti mladšími sourozenci dvoutřídní obecnou školu. Otcův zájem o české školství (od roku 1870 byl členem školní rady, od roku 1864 v Černé Hoře i radním) stál jistě za úmyslem dát nejstaršího syna vystudovat na nedávno založené Slovanské gymnázium v Brně, kam nastoupil v roce 1872. Tíživá finanční situace však nakonec po třech letech vedla k jeho přestupu na učitelský ústav, kde odmaturoval v roce 1879.
Učitelskou dráhu Hugo V. Sáňka započal za velmi skromných poměrů v roce 1879 jako podučitel v tehdy velmi chudé obci Lipovec. V roce 1882 přešel jako učitel do Jedovnic, kde se po krátké době i oženil s dcerou jedovnického hudebníka (a prvního stálého učitele v Sáňkově pozdějším působišti v Rudici) Františka Mokrého Marií (20. června 1857 – 15. ledna 1935). Z existenčních důvodů byl však Sáňka nucen zažádat o místo správce jednotřídní školy v Milonicích u Černé Hory, kam nastoupil na podzim roku 1884. V milonické škole působil šest let a narodili se mu zde i dva synové a dcera. Potřeba zajištění rodiny však Sáňku opět nutila hledat další výhodnější místo, které nakonec našel jako nadučitel v Rudici, kde strávil téměř polovinu života mezi léty 1890–1925, tedy až do odchodu do důchodu, který prožil v nedalekém Blansku. V Rudici se mu narodilo dalších pět dětí, z nichž tři děvčata zemřela a zůstala pouze dvojčata Karel a Hedvika. Všechny Sáňkovi děti měly možnost vystudovat, dva synové dokonce i na vysokých školách. Vysoké náklady s tím spojené pomáhala hradit jeho manželka, industriální učitelka, působící v letech 1890–1912 rovněž v rudické škole, podobně jako i obě dcery. I v penzi Sáňka pokračoval v intenzivní vlastivědné práci a stal se blanenským kronikářem a na blanenském hřbitově je také pohřben.
Hugo V. Sáňka působil v Rudici jako nadučitel v dělnické obci, která pozvolna bohatla z těžby železné rudy a později ohnivzdorných hlín a slévárenského písku. Své svěřence vedl ke snaze o další vzdělávání, šlechtitelství, zavedl zde školní tělocvik, pořádal ochotnická divadelní představení, zaznamenával lidové řemeslo a navrhoval např. i nové vzory pro rýsované kraslice… S intenzivním úsilím Hugo Sáňky – obecního tajemníka a předsedy školního výboru – je spojena mimo zřízení moderního obecního vodovodu v roce 1906 i výstavba nové reprezentativní školní budovy, která v roce 1892 nahradila provizorní dvojtřídku umístěnou v polorozpadlém obecním domě před a která byla před první světovou válkou dále rozšířena (Hugo Sáňka měl v této době jako nadučitel na starosti více než 200 dětí). Nová školní budova, vystavená z obnosu 17 000 zlatých obcí získaných z těžby okolních hlín, se stala záhy symbolem obecního pokroku pro široké okolí a stala se i místem, kde byly vystaveny bohaté Sáňkovy geologické a archeologické sbírky (SKUTIL 1962; VÁŠEK 1998).
Sáňkovy badatelské zájmy se zpočátku orientovaly k obecné vlastivědě a lidové zbožnosti Moravského Švýcarska o niž publikoval několik článků a fejetonů, rozptýlených v různých časopisech a novinách (Národ a škola, Moravská orlice aj.; SKUTIL 1962; VAŠEK 1998 – se sepisem Sáňkovy bibliografie). Zvláště hodnotné jsou v tomto směru jeho snahy o zaznamenání krajových pověstí. Cenné jsou rovněž vlastivědné práce publikované v časopise Moravského zemského muzea „O sklárnách v Olomučanech a Molenburku“ a „Selské nádobí na Blanensku“. Bez povšimnutí však nelze také nechat sérii osvětových prací publikovaných v Učitelských listech, kde Sáňka kriticky rozebíral sociální problematiku učitelstva na Moravě, otevíral otázky spojené s kosmopolitismem, svobodou, úpadkem lidového vkusu, ženské emancipace a řady dalších dobových moderních témat. Sáňka se stal jedním z nejaktivnějších členů Učitelského spolku okresu Boskovice, na jehož půdě často vystupoval s četnými přednáškami.
V době Sáňkova působení v Rudici však na něj působily i další vlivy – kniha Jindřicha Wankla „Bilder aus der Mährischen Schweiz“ z roku 1882 a jeho objev železářských pecí v okolí Rudice, podobně jako ve své době značně diskutovaný spis Martina Kříže o Moravských jeskyních „Kůlna a Kostelík“ z roku 1891. Hugo V. Sáňka šel především ve Wanklových stopách, když se se značným úspěchem pokusil o lokalizaci dalších stop po starém železářství v okolí Rudice a Habrůvky. Postupně zahájil odkryvy na mnoha lokalitách – „ve Žlíbku“, „na Žegrově“, „za Pazdernou“, „v Průklestu“, „v Pivovárce“ a jinde. Výsledky svých průzkumů publikoval nejdříve stručně v novinách a posléze souhrnně v Časopise Moravského muzea (SÁŇKA 1900; 1903a; 1903b; 1915). Syntetická práce s názvem „Praehistorické železárny rudické“ patrně z roku 1920, bohužel zůstala pouze v rukopise (SKUTIL 1962, 10). Především pro tuto svou činnost byl Sáňka v roce 1901 jmenován konzervátorem Moravské musejní společnosti v Brně, v kteréžto funkci vyvíjel intensivní činnost pro celé území Moravského krasu. Zasáhl tak v několika případech proti rabování výplní jeskyň především kvůli těžbě kosterního materiálu a ničení krápníkové výzdoby tím, že nechal vchody zaopatřit mřížemi. Čestné členství získal rovněž v Klubu českých turistů a aktivním členem byl i v zemské komisi pro přírodovědný výzkum.
Značných zásluh si nadučitel Sáňka získal také především jako podporovatel, informátor a ochotný spolupracovník mnohých archeologů a speleologů působících v Moravském krase. V jistém smyslu tak vracel pozornost, kterou Sáňkovi věnoval jeho nedostižný vzor Jindřich Wankel (1821–1897), ale také jeho vrstevník a jeden z nejvýznamnějších archeologů Moravského krasu Jan Knies (1860–1937), který byl častým hostem v rudické škole, kde často ještě jako starý mládenec využíval pohostinnosti paní nadučitelové. Společně s Hugo Sáňkou pak vykonali četné průzkumné speleologické a archeologické výpravy do okolních jeskyň. V přátelském vztahu byl Sáňka i s Kniesovým konkurentem o generaci starším Martinem Křížem (1841–1916), pro něhož byl Sáňka spolehlivým informátorem o dění v Moravském krase, vždy když ždánický notář nemohl opustit své vzdálené působiště. Dochovaná korespondence Hugo Sáňky uložená v archivu Literárního odd. Moravského zemského muzea svědčí i o intenzivním vztahu s dalšími brněnskými badateli na poli geologie a geografie. V Rudici tak často trávil svůj čas například profesor geologie na českém vysokém učení technickém v Brně Jiljí Jahn (1865–1934), docent geologie V. J. Procházka (1862–1913), Křížův věrný spolupracovník vyškovský zvěrolékař a archeolog Florián Koudelka (1862–1921). V přátelském styku byl však také s ředitelem vyšší reálky ve Vídni Richardem Tramplerem (1845–1907), který do Moravského krasu zajížděl na pravidelná karsologická pozorování stejně jako Karel Jaroslav Maška, který se Sáňkou konzultoval své archeologické nálezy týkající se dokladů nejstaršího železářství. V překvapivě velké úctě měl Hugo Sáňku i Karel Absolon (1877–1960), který nejen, že usiloval o umístění jeho pamětní desky na rudickou školu ale zařadil jeho fotografický portrét mezi nejvýznamnější evropské badatele v galerii osobností ve své expozici Anthropos na brněnském výstavišti. Sáňka s Absolonem vedle zájmu o speleologii diskutoval i problematiku Wanklova nálezu v Býčí skále a aktivně se tak zapojil do tehdy aktuální dobové diskuze nad autentičností nálezu železného „prstenu“ z Býčí skály a technologií jeho výroby, která byla považována za vůbec nejstarší doklad litiny. S širší rodinou J. Wankla udržoval Sáňka i další vazby – Wanklovým dcerám Luci Bakešové a Karle Bufkové (matky K. Absolona) byl spolehlivým sběratelem a dodavatelem lidových pověstí z Moravského krasu, které pak obě národopisné pracovnice zpracovávaly. Průvodcem po rudických nalezištích se v roce 1922 stal i mladému Josefu Skutilovi (1904–1965). Velmi přátelské vazby Hugo Sáňka pěstoval pochopitelně i s řadou „domorodých“ jeskyňářů a „skalních duchů“ z Moravského krasu – Fr. Sedlákem, V. Sedlákem, J. Klusákem Nejezchlebem aj., ale také se známým amatérským archeologem a speleologem – poslancem Josefem Šakalíkem z Ostrova u Macochy. Zajímavý doklad ze Sáňkovi pozůstalosti představuje i dopis Emila Holuba, v němž se známý cestovatel omlouvá, že již nemůže vyhovět aby darem obohatil pravděpodobně Sáňkovy školní sbírky a sbírky Vesny, za niž se Sáňka u Holuba rovněž přimlouval.
Hugo Sáňka byl celý život zatížen starostmi o početnou rodinu a limitován nuceným odloučením od „vědeckých center“, které začal v rámci výzkumu Moravského krasu reprezentovat především Karel Absolon a jeho družina. Špatnou dostupnost literatury se snažil nahradit intenzivní korespondencí s badateli a tak také rudická pošta často odesílala těžké bedny se Sáňkovými geologickými a paleontologickými sbírkami (právě Sáňka dal neobvyklým olomučanským kalcitovým konkrecím český název „koblížek“) na řadu domácích i zahraničních vědeckých ústavů, kde se staly součástí tamních sbírek (jednu z kolekcí zakoupil např. i Absolonův bratranec primář Fr. Bakeš). Jeho náročné zaměstnání i rodinné povinnosti mu nedovolily své bohaté zkušenosti systematicky zpracovat a publikovat v rozsáhlejších pracích, které tak zůstaly roztříštěny v různých časopisech a novinách, mj. bohatých na celou řadu vzpomínek z dějiny speleologických výzkumů, které by jinak zůstaly dávno zapadnuty. O přátelské povaze osobnosti Hugo Sáňky hovoří i jeho velká obliba mezi jeho sousedy v rudickém působišti, kde byl v roce 1925, před svým dochodem na odpočinek, jmenován četným rudickým občanem. Sáňkovu všestrannou osobnost a jeho vlastivědný zápal také v dostatečné míře rozvinuly jeho děti – nejstarší syn Rudolf (1885–1954), žák A. Rzehaka se jako chemik stal zemským ředitelem lesnických ústavů na Moravě. Mladší Hugo (1887–1971), profesor na klasickém gymnáziu v Brně, spisovatel a literární historik a jazykovědec na Slovanském ústavě ČSAV se v řadě významných prací věnoval mnohým brněnským literárním osobnostem (A. Slovák, J. Merhaut, F. Roháček), ale také např. speleologickému folkloru a vzniku pomístních názvů (obsáhlá pozůstalost Hugo Sáňky ml. je dnes rovněž uchována ve fondech Liter. odd. MZM). Nejmladší syn Karel (1896–1948) pokračoval v pedagogické činnosti na Mikulovsku, kde se zasloužil o rozvoj menšinového školství (SKUTIL 1962). O památku Hugo Sáňky a jeho rodiny pečuje Tomáš Sáňka z Nové Sedlice u Opavy, který rovněž opatruje rozsáhlý rodinný archiv. Hugo Sáňka patří k poslední generaci „amatérských“ archeologů, která objevovala Moravský kras a začala systematicky chránit zdejší archeologické a paleontologické lokality podobně, jak činil Sáňkův generační a učitelský kolega Jan Knies z 5 km vzdáleného Rogendorfu (Krasové), k němuž však paměť dějiny archeologického oboru byla přece jen o něco spravedlivější.

## Dílo

### Knihy
- Seznam děl v Souborném katalogu ČR, jejichž autorem nebo tématem je Hugo Václav Sáňka
- H. V. Sáňka, Tajemný svět: povídky z Moravského Krasu. Brno 1928, v roce 1939 dramatizováno pro Československý rozhlas Brno[3]
- H. V. Sáňka – J. Skutil: Speleologický (jeskynní) folklor Moravského Krasu. Praha 1947

### Některé články H. V. Sáňky o Moravském krasu
- O Macoše. Národ a škola, XIV., str.25,48,64,86.
- Punkva a její původ. Národ a škola XIV, 1894, č.20, s.352.
- U propasti Macochy, Moravská orlice 1896, č.201,205,206.
- Zapomenutý kout Mor. Švýcarska, Mor. Orlice 1896, 34,č.188.
- V údolí Josefovském, Mor. Orlice 35, 1897,č.88.
- Nová jeskyně u Křtin, Mor. Orlice 39, 1901, č.230.
- Nová punkevní jeskyně, Mor. Orlice 1908, 46.
- Průvodce Moravským krasem – zůstal v rukopise